# 中法关系
中法关系（法語：Relations entre la Chine et la France）是指中国与法国之间的外交关系。

## 歷史

### 清朝

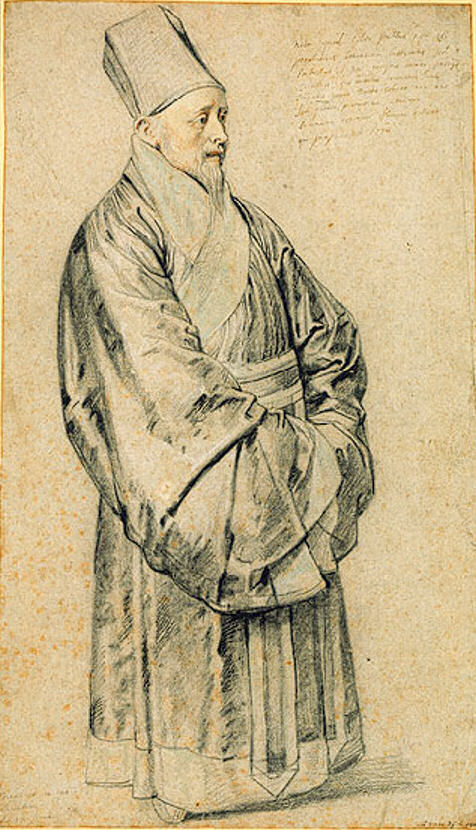
17世紀初法國耶穌會會士金尼閣漢服像

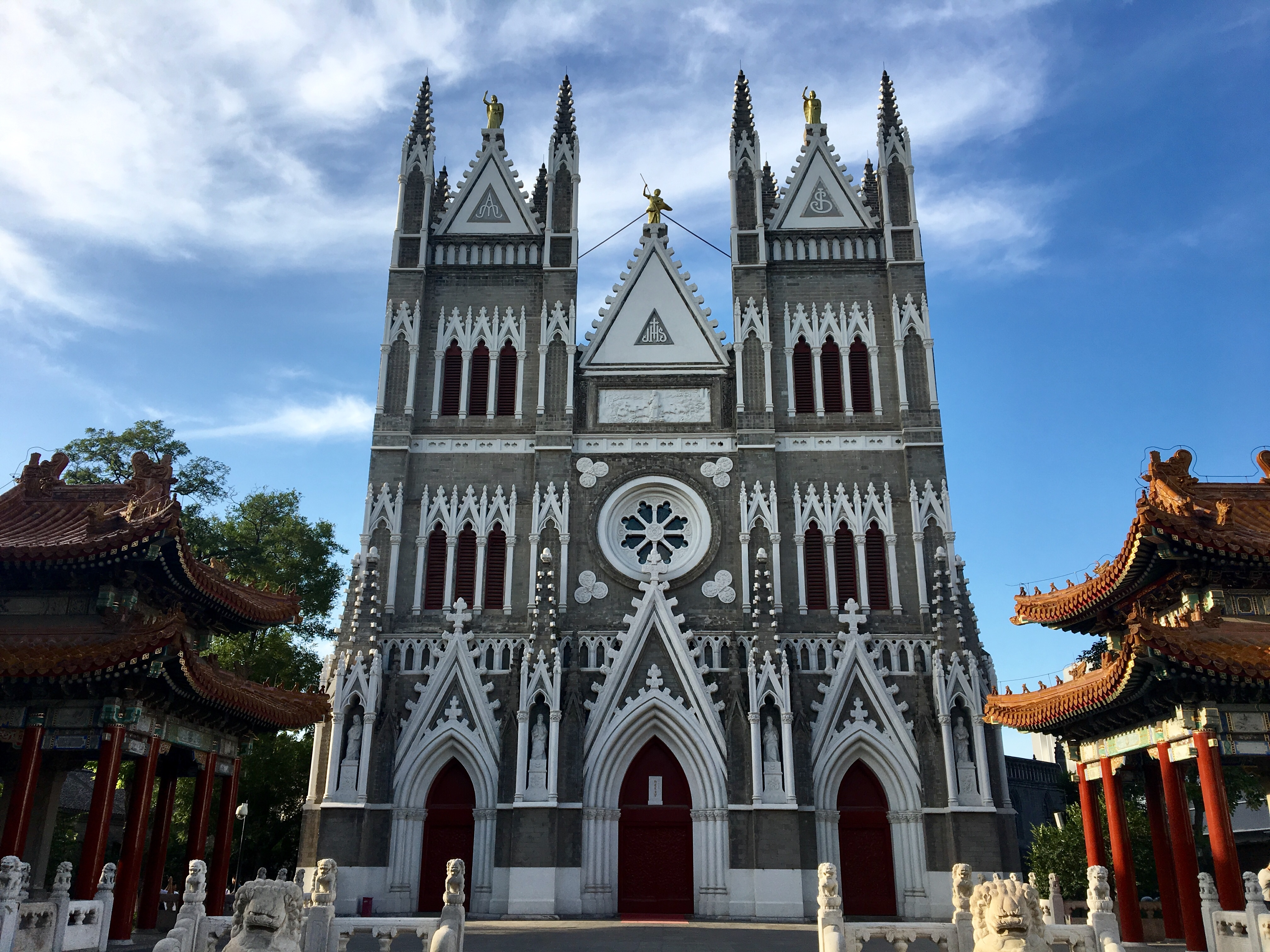
康熙帝病癒後賜地建今西什库天主堂的前身

法兰西国王路易十四向中国派出第一个法国耶稣会传教团，成员有洪若翰、白晋、張誠、刘应、李明与塔夏尔（留在暹羅），1687年抵華。1693年，洪若翰與刘应向康熙帝獻上金雞納霜（奎寧），治好康熙帝的瘧疾。

### 1940年代至1950年代
1943年7月26日，中国国民党中央常务委员会第234次会议根据外交部报告，决议与维希政府断绝邦交，8月1日由国民政府宣布。戴高乐的法兰西民族解放委员会抗议国民政府单方面宣布废除法中两国间一切不平等条约、不承认维希政府以前法国同中国签订的条约无效，并且表示“将保留法国的权利”。
1943年8月27日，在美英外交承认法兰西民族解放委员会的次日，国民政府外交部发表声明宣布外交承认法兰西民族解放委员会为法国唯一合法政府。贝志高被戴高乐任命为驻中国大使衔外交代表。中国政府没有任命和派遣对法外交代表。1944年5月1日，国民政府主席蒋介石接受法兰西民族解放委员会驻中国外交代表贝志高呈递到任书。1944年6月，国民政府任命钱泰为驻法兰西民族解放委员会代表，8月份钱泰到任。
1944年8月25日，巴黎解放。8月28日，国民政府主席蒋介石致电法兰西共和国临时政府主席戴高乐：“四年来，我们始终带着深切的同情和敬仰，关心法国人民在您英明领导下进行的这场斗争。您真正的首都从纳粹占领中解救出来，预示您的祖国即将全面解放，也是您可贵的努力应得的酬劳”。1944年10月23日中国政府正式承认法兰西共和国临时政府，并于11月28日任命钱泰为驻该临时政府全权大使。 
1945年发生驻印度支那日军武力解决法国殖民军的“三九事件”，法国的殖民统治被日本彻底取代。1945年3月13日中法达成《解决两国悬案之换文协定》。1945年5月，驻扎在越中边境的约6000法军，走投无路，在日军追击下，大部分由法国驻越北殖民军司令马塞尔·亚历山得利率领退入云南境内，另一小部分退入广西境内。国民政府命令陆军总部就地安顿法军并给予盟军同等待遇。
1945年8月18日法国驻华使馆代办戴立堂与国民政府外交部政务次长吴国桢在重庆签订《交收广州湾租借地专约》七条并“附件”两款
1946年2月28日，國民政府外交部部長王世杰和法国驻华大使梅理蔼在重庆签署并互换了四个国际文件：《关于法国放弃在华治外法权及其有关特权条约》（中法平等新約）、《关于中越关系之协定》、《关于中国驻越北军队由法国军队接防之换文》和《关于法国供给中国驻越北军队越币之换文》。其中《关于中国驻越北军队由法国军队接防之换文》规定“中国军队交防于三月一日至十五日期间开始，至迟应于三月三十一日完毕”，但照会刚刚互换还不到一星期，双方还没有来得及就一系列交接防务事宜做出具体安排，3月6日法国远东军驻越南舰队在海防强行登陆，进攻中国军队，企图迫使中国交防并将军队撤出越南，遭到中国军队的抗击。这场武装冲突以法国舰队认输告终。 

### 与中华人民共和国建交
1960年代冷戰期間，中华人民共和国作为社会主义国家同西方国家基本处于隔绝的状态，除了丹麦、芬兰、瑞士（连带列支敦士登）、瑞典、挪威外，几乎没有西方国家承认中华人民共和国并建立正式外交关系。惟法国奉行独立于美国和北约的外交政策，于1964年首先同中华人民共和国建立大使级外交关系，是西方大國中第一個與中華人民共和國建立正式外交關係的國家。
1964年1月7日，法国外交部长德姆维尔通知美国驻法国大使查尔斯·波伦：法国已原则上决定承认中華人民共和國。1月15日，法国驻美大使阿尔芳通知美国副国务卿威廉·埃夫里爾·哈里曼：法国政府已决定同中华人民共和国建立外交关系。1月16日，美国总统林登·约翰逊致信蒋介石，要求台北不要在法国承认中华人民共和国后立即同法国断交，因为北京会强烈反对法国继续和台湾当局保持外交关系，希望台北主动提出和法国断交；如果台北不宣布和法国断交，毛澤東的赌注就下错了，会非常难堪，将在中法建交中捞不到多少好处；而如果台北主动提出和法国断交，那就正中了毛澤東下怀，正好不用承担默认“两个中国”事实的骂名。
1964年1月27日，法國和中華人民共和國建交，中華民國外交部對此表示抗議，亦表明反對「兩個中國」；1月25日，法國總統戴高樂派前駐華大使貝志高向總統蔣中正解釋；2月7日，中華民國外交部重申反對「兩個中國」，指戴高樂中立政策是分期投降。2月10日，法国驻台北大使馆临时代办萨莱德（Pierre Salade）口头通知中華民國外交部：法国即将与中国政府互派代办，一旦北京外交人员到达巴黎，中華民國在法国的外交代表机构就失去存在的理由。行政院当日召开临时院会，详加讨论后，决定与法国“断绝外交关系”，由中華民國外交部发表声明，宣布断交决定，同时下令驻法代表高仕铭“准备即日下旗闭馆返国”。2月10日，中華民國宣布與法國斷交。:6982月12日，關閉大使館。除了總部在法國巴黎的聯合國教育、科學及文化組織（UNESCO）之外，雙方關係全面中斷。
中华人民共和国和法国建交后，1964年11月30日，法国驻华大使佩耶向中国外交部副部长罗贵波提出希望法中通航，随后双方开始商议通航问题。1966年6月1日中法达成通航协议。1966年9月19日，法国航空公司使用波音707“舍韦尼城堡号”飞机，开辟巴黎奥利——上海虹桥航线，经停雅典、开罗、卡拉奇、金边，为当时中国首条往来西方国家的航线。

### 1970年代至1990年代
1971年关于恢复中华人民共和国在联合国的合法席次，即《联合国大会2758号决议》，法国投下赞成票，即支持中华人民共和国恢复在联合国的合法席次。
1973年9月11日至17日，法国总统乔治·蓬皮杜访华，并于访问结束后与中国共同发表《中法公报》。他是第一位访问中华人民共和国的法国总统。
1975年5月12日至18日，时任中国共产党副主席、中国国务院副总理邓小平访问法国。
1989年六四天安門事件后，法方同意在法中國大陸籍留學生無限期在该国居留。天安门事件后包括法国在内的西方国家对中实施经济制裁与武器禁运，其中武器禁运持续至今。同时法国向台湾方面出售武器，使得中法关系受到严重影响。
1993年12月，法国总理特使雅克·弗里德曼访问中国，受到中国国务院总理李鹏和副总理钱其琛的接见，并与中国外交部副部长姜国柱举行了会谈。1994年1月12日，双方签署《中华人民共和国政府和法兰西共和国政府联合公报》，其中包含“考虑到中方的关切，法国政府承诺今后不批准法国企业参与武装台湾”的内容。

### 2000年代至2010年代
2003至2005年，中法文化年。

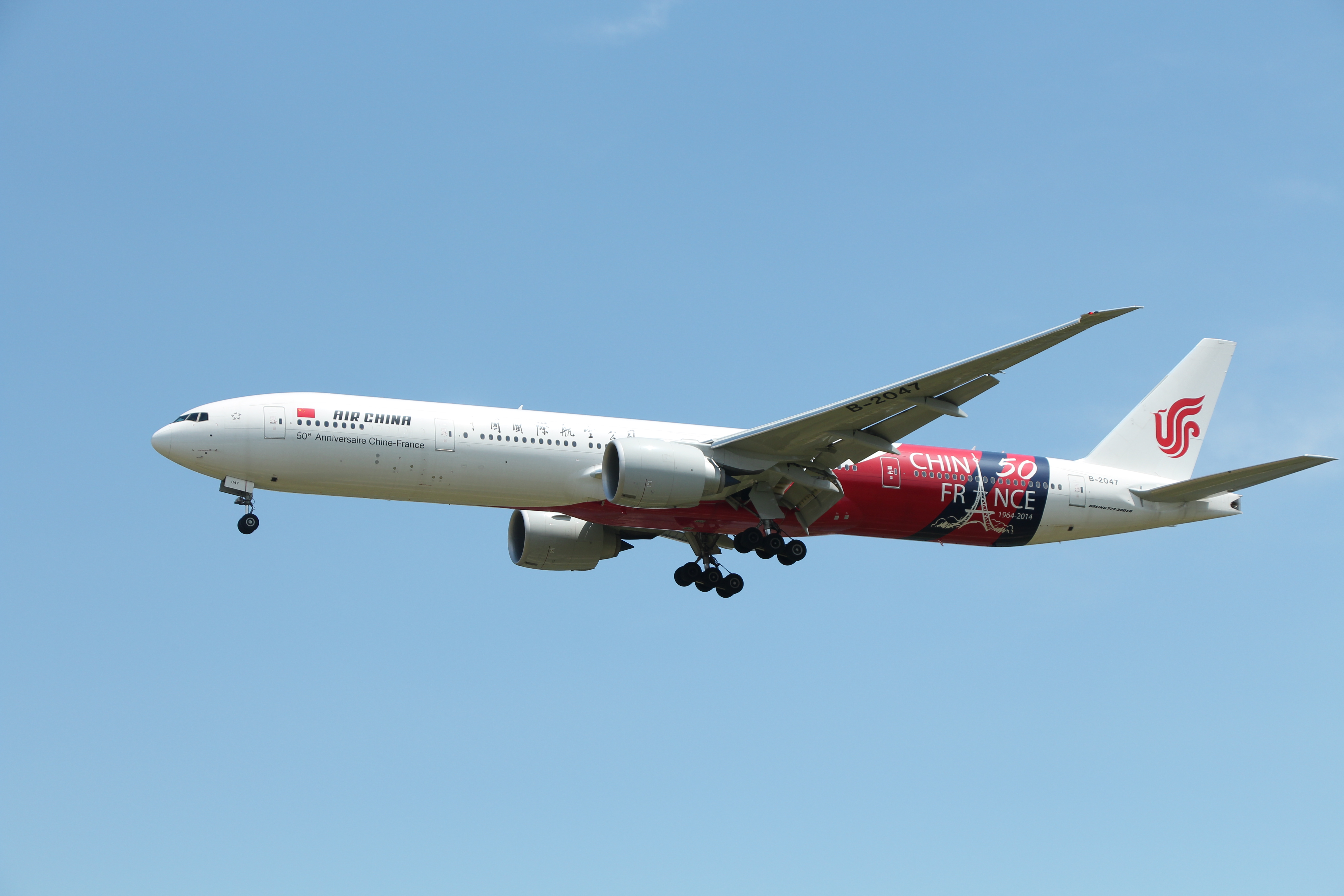
中法建交50周年纪念，国航的纪念涂装

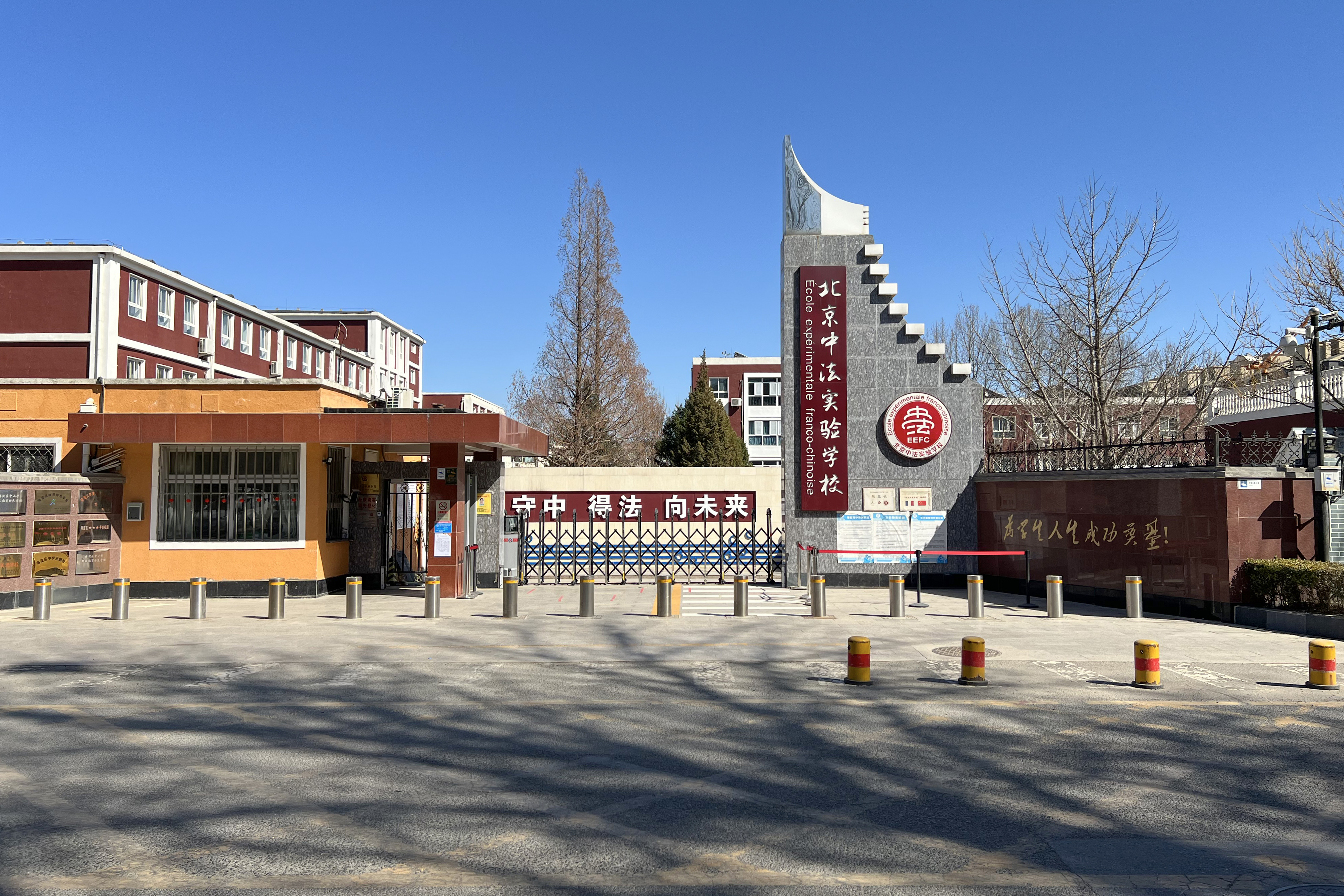
2017年由海淀区温泉二中改制而成的北京中法实验学校

2005年李李案，一位中國女留學生李李在法國實習期間因涉及到間諜行為而被拘留。
2008年夏季奧林匹克運動會聖火傳遞期間，火炬在巴黎遇支持西藏獨立人士的抗議，火炬幾度被迫熄滅。作為報復，中國民間發動了對法國的抵制。
2009年，中国国务院总理温家宝出访欧洲四国，即环法之行。
2009年，圆明园鼠兔首像拍卖，引發爭議。2013年，法國皮諾家族宣佈將圓明園獸首無償捐赠中国，圓明園鼠首和兔首最終回歸，入藏中國國家博物館。
2014年，中法双方纪念建交50周年。1月27日中共中央总书记、中国国家主席习近平和法国总统奥朗德互致贺电。3月，习近平访问法国期间，双方表示将继续维护中法关系。习近平向法国无名烈士墓献花，还和奥朗德出席了中法建交50周年纪念大会、中法建交50周年纪念音乐会等活动。习近平还会见了法国总理让-马克·埃罗、法国参议院议长让-皮埃尔·贝尔、法国国民议会议长巴尔托洛内。
2018年1月，法国总统马克龙访问中国，并参访了古都西安等城市。

### 2020年代至今
2021年3月20日，法国战略研究基金会研究员安托万·彭达兹赞扬法国外交部不顾中国驻法大使卢沙野的施压，不干涉法国参议院友台小组主席阿兰·李察访台。彭达兹的这条Twitter其后被中国驻法国大使馆转载，并附上“petite frappe”（小流氓）批评彭达兹。法国就此言论召见卢沙野，表示相关言论“不可接受”，涉嫌羞辱和威胁法国议员和学者。其后驻法使馆在网站发表声明，指责彭达兹“完全是个意识形态‘喷子’”，一年前就在推特上屏蔽了他的消息。文章还表示，如果真有“战狼”，那是因为“疯狗”太多太凶，包括一些披着学术和媒体外衣的‘疯狗’对中国疯狂撕咬。
2021年10月27日，中国领导人习近平同法国总统马克龙通电话，习近平表示支持法国的欧洲战略，希望能加强中国和欧洲互联互通、数字技术、绿色环保、科技创新、医疗卫生等方面的合作，马克龙则表示希望加强在经贸、气候变化、生物多样性保护等领域合作，支持欧中投资协定早日生效实施，中方举办北京冬奥会等。
2023年2月15日，中共中央政治局委员、中央外事工作委员会办公室主任王毅访问法国并受到法国总统马克龙的会见。
2023年4月5日，法國總統伊曼努爾·馬克龍與歐盟委員會主席烏蘇拉·馮德萊恩一同訪華。期间马克龙和习近平举行了多次会晤，马克龙希望中国领导人习近平利用其影响力与俄罗斯沟通，协助结束俄乌战争。并对习近平说道“我知道可以指望你，让俄罗斯回归理性，让所有人都回到谈判桌前。”。冯德莱恩则称习近平表示愿意与乌克兰总统泽连斯基交谈，以推动乌俄和平。中法双方还发布了一份包含51点的联合声明，内容涉及“双方支持一切在国际法和联合国宪章宗旨和原则基础上恢复乌克兰和平的努力”，防止核战争，“呼吁不采取任何可能加剧紧张风险的行动”。“深化中国人民解放军南部战区和法国驻亚太地区部队司令部之间的对话”“法国重申其对一个中国政策的承诺。”等。中法双方还达成了中方购入292架空客飞机，空客在天津建设第二条空客A320系列飞机的总装线，合作发展民用核电站、向碳中和经济转型、促进猪肉出口等协议。《纽约时报》评论称马克龙访华之行削弱美国遏制中国的努力。馬克龍在返程接受媒體採訪時，他提出由於歐洲無法解決「烏克蘭危機」，因此也難以在台灣議題上提供可靠的立場承諾，以及「欧洲人最糟糕的情况，是听信美国的说辞和中国的过度反应。」等觀點，而遭受各界批評，推特上也因此出現「Macroning」一詞以諷刺馬克宏的綏靖主義。馬克龍強調歐洲不應插手台海衝突，敦促歐洲人要有獨立的軍事政策。因對於中國共產黨態度軟弱，引致不少反對聲浪，批評他為了保證這趟行程的訂單與中法合作而出賣民主聯盟，同時法國總統府對於媒體嚴厲審稿也受到批評，據悉他更為犀利的發言被阻止。
2023年5月10日，中国外交部长秦刚访问法国并同法国外交部长卡特琳·科隆纳举行会谈。同年11月24日，中国宣布对包括法国在内的6个欧洲国家普通护照人员试行实施单方面不超过15天免签入境政策（仅限经商、旅游观光、探亲访友和过境等缘由）。
2024年为中华人民共和国和法国建交60周年，同时第33届夏季奥运会也在法国巴黎举办，该年也成为“中法文化旅游年”，双方分别在哈尔滨和巴黎举行开幕活动。另外，首届中法文化体育博览会也定于2024年7月在法国巴黎揭幕。2024年5月5日，应法國總統馬克龍的邀请，国家主席习近平到法国进行国事访问，之后到访塞尔维亚和匈牙利。

## 经济
法国总统马克龙一直渴望与中华人民共和国保持商业和外交关系。在中美经济关系深陷困境的中美贸易战期间，马克龙与中共中央总书记、中国国家主席习近平在2019年3月底签署了一系列涵盖多个领域、历时数年的大型贸易协定。贸易协定的核心内容是中华人民共和国从空中客车公司购买总价值为300亿欧元的飞机。这项贸易协定是在美国领先的波音公司所研发的新型737 MAX客机在全球范围内停飞之时签订的。新贸易协定的覆盖范围远远超出航空领域，并涉及法国鸡肉出口、法国在中国建造的海上风电场、法中合作基金，以及法国巴黎银行与中国银行之间数十亿欧元的共同融资。此贸易协定亦包括将数十亿欧元用于中国工厂的现代化，以及新船舶建造的计划。
2018年，中国与法国双边贸易额突破了600亿美元大关，达到629亿美元，其中法国主要向中国出口农产品、医药品、化妆品中高端品牌、服装服饰等。法国是中国在欧盟内第三大贸易伙伴，也是中国进口化妆品和葡萄酒的第一大来源地，进口箱包的第二大来源地。中国是法国在亚洲第一大、全球第七大贸易伙伴。法国是欧盟第三大对华投资国，是中国在欧盟第三大投资目的地。2018年，法国对华和中国对法直接投资分别增长了28%和12%。截至2019年1月，中法双向投资累计超过了400亿美元。
| 年份   | 中国对法出口 | 中国自法进口 | 双方贸易总额 | 中国贸易顺差 |
| ------ | ------------ | ------------ | ------------ | ------------ |
| 2015年 | 267.53       | 246.57       | 514.10       | 20.96        |
| 2016年 | 246.57       | 224.78       | 471.35       | 21.80        |
| 2017年 | 276.69       | 267.95       | 544.64       | 8.74         |
| 2018年 | 306.78       | 322.20       | 628.99       | -15.42       |
| 2019年 | 329.92       | 325.81       | 655.72       | 4.11         |
| 2020年 | 369.63       | 296.90       | 666.53       | 72.73        |

### 重要事件
- 1844年黄埔条约
- 1856年－1860年英法联军之役
- 1860年火烧圆明园
- 1860年中法北京条约
- 1858年中法天津条约
- 1870年天津教案
- 1883年—1885年中法战争
- 1884年中法会议简明条款
- 1885年中法新约
- 1899年广州湾租界条约
- 1900年八国联军之役
- 1901年辛丑条约
- 1964年中法建交联合公报
- 1994年《中华人民共和国政府和法兰西共和国政府联合公报》
- 2003年—2005年中法文化年
- 2008年中国民众抵制家乐福事件

## 外部連結
| - 中國駐法國大使館官方網站（简体中文）（法文） - 中國駐法國大使館經濟商務處官方網站（简体中文） - 中國駐馬賽總領事館官方網站（简体中文）（法文） - 中國駐里昂總領事館官方網站（简体中文）（法文） - 中國駐斯特拉斯堡總領事館官方網站（简体中文）（法文） - 中國駐聖但尼總領事館官方網站（简体中文）（法文） - 中國駐帕皮提領事館官方網站（简体中文）（法文） | - 法國駐華大使館官方網站（简体中文）（法文） - 法國駐上海總領事館官方網站（简体中文）（法文） - 法國駐廣州總領事館官方網站（简体中文）（法文） - 法國駐武漢總領事館官方網站（简体中文）（法文） - 法國駐成都總領事館官方網站（简体中文）（法文） - 法國駐瀋陽總領事館官方網站（简体中文）（法文） - 法國駐香港總領事館官方網站（繁體中文）（英文）（法文） |